# ویلدر کارتاخنا
ویلدر کارتاخنا (اسپانیایی: Wilder Cartagena‎؛ زادهٔ ۲۳ سپتامبر ۱۹۹۴) بازیکن فوتبال اهل پرو است.
از باشگاه‌هایی که در آن بازی کرده‌است می‌توان به باشگاه فوتبال ویتوریا ستوبال و الیانزا لیما اشاره کرد.